# Sarlahi (distrito)
Sarlahi é um distrito da zona de Janakpur, no Nepal.